# Ricardo Rodríguez (voetbaltrainer)
Ricardo Rodríguez (Oviedo, 3 april 1974) is een Spaans voetbaltrainer.

## Carrière
Hij heeft als trainer bij diverse clubs gewerkt zoals Girona FC, BG Pathum United FC en Suphanburi FC. Hij tekende in 2016 bij Tokushima Vortis in de J2 League. Met deze club werd hij in 2020 kampioen van de J2 League en promoveerde de club naar de J1 League. Hij tekende in 2021 bij Urawa Red Diamonds in de J1 League. In 2022 haalde de ploeg de finale van de AFC Champions League.